# جین دیویس
نانسی جین دیویس (به انگلیسی: Nancy Jan Davis) فضانورد اهل ایالات متحده آمریکا است که در ۱ نوامبر ۱۹۵۳ میلادی در کوکو بیچ، فلوریدا زاده شد. وی در مأموریت اس‌تی‌اس-۴۷، اس‌تی‌اس-۶۰، اس‌تی‌اس-۸۵ حضور داشته است.